# Nicolò Turrisi Colonna
Nicolò Turrisi Colonna, né à Palerme le 10 août 1817, mort à Palerme le 13 mai 1889, est un homme politique et agronome italien.
Grand propriétaire terrien, développant les techniques modernes des sciences agricoles sur ses terres, il participe aux soulèvements anti-bourbons de 1848 et 1860, puis devient sénateur de la gauche modérée et maire de Palerme à deux reprises, malgré des rumeurs de proximité avec certains chefs mafieux.

## Biographie

### Jeunesse
Nicolò Turrisi Colonna, baron de Gorgo et de Bonvicino, est fils de Mauro Turrisi et de Rosalia Colonna, de la famille des ducs de Cesarò. Il est baptisé en la paroisse de San Antonio Abate.
Il est le frère ainé de la poétesse Giuseppina Turrisi Colonna, épouse du poète et député Giuseppe de Spuches, et de la peintre Annetta Turrisi Colonna, mortes au début de la Révolution sicilienne de 1848. Ses frères sont Giuseppe, duc de Bissana, également épris de poésie, et Antonio, prince de Palagonia.
Ils vivent dans le palais Asmundo, face à la cathédrale de Palerme.
Après des études juridiques à l'université de Palerme, sanctionné par un diplôme en 1836, il s'intéresse aux sciences naturelles et à l'agriculture, en particulier à la botanique auprès de Vincenzo Tineo et de Carlo Cottone, fondateur de l'Institut agricole dans sa Villa Castelnuovo.
Inspiré par sa fréquentation de Giuseppe Borghi, spécialiste de Dante et professeur de sa sœur Giuseppina, auprès de laquelle Francesco Paolo Perez, futur député au Parlement sicilien en 1848, ministre et maire de Palerme, succède à Borghi, et la lecture des études de Paolo Balsamo (1764 - Palerme 1816) et Nicolò Palmieri, Turrisi développe un engagement patriotique.
Mu par des aspirations politiques libérales, il est décurion (conseiller municipal) de Palerme en 1846, année où il épouse Ninfa Ballestreros, membre de la famille des marquis de Bongiordano.

### Révolution de 1848
Lors de la révolution de 1848 pour soustraire la Sicile à l'autorité des Bourbons de Naples, durant laquelle il perd ses deux sœurs, il est  major de la Garde nationale, puis député à la chambre des communes et est nommé ministre des Travaux publics et de l'Instruction publique dans le gouvernement de Pietro Lanza, du 17 février au 13 mars 1849,,. Il est président du comité de guerre aux derniers moments du Gouvernement révolutionnaire sicilien et participe en mai aux négociations avec l'armée napolitaine.
Ces fonctions lui valent d'être considéré par Francesco Crispi lors de sa mort, comme « l'un des personnages les plus remarquables à l'époque de la préparation des soulèvements nationaux ».

### Agronome

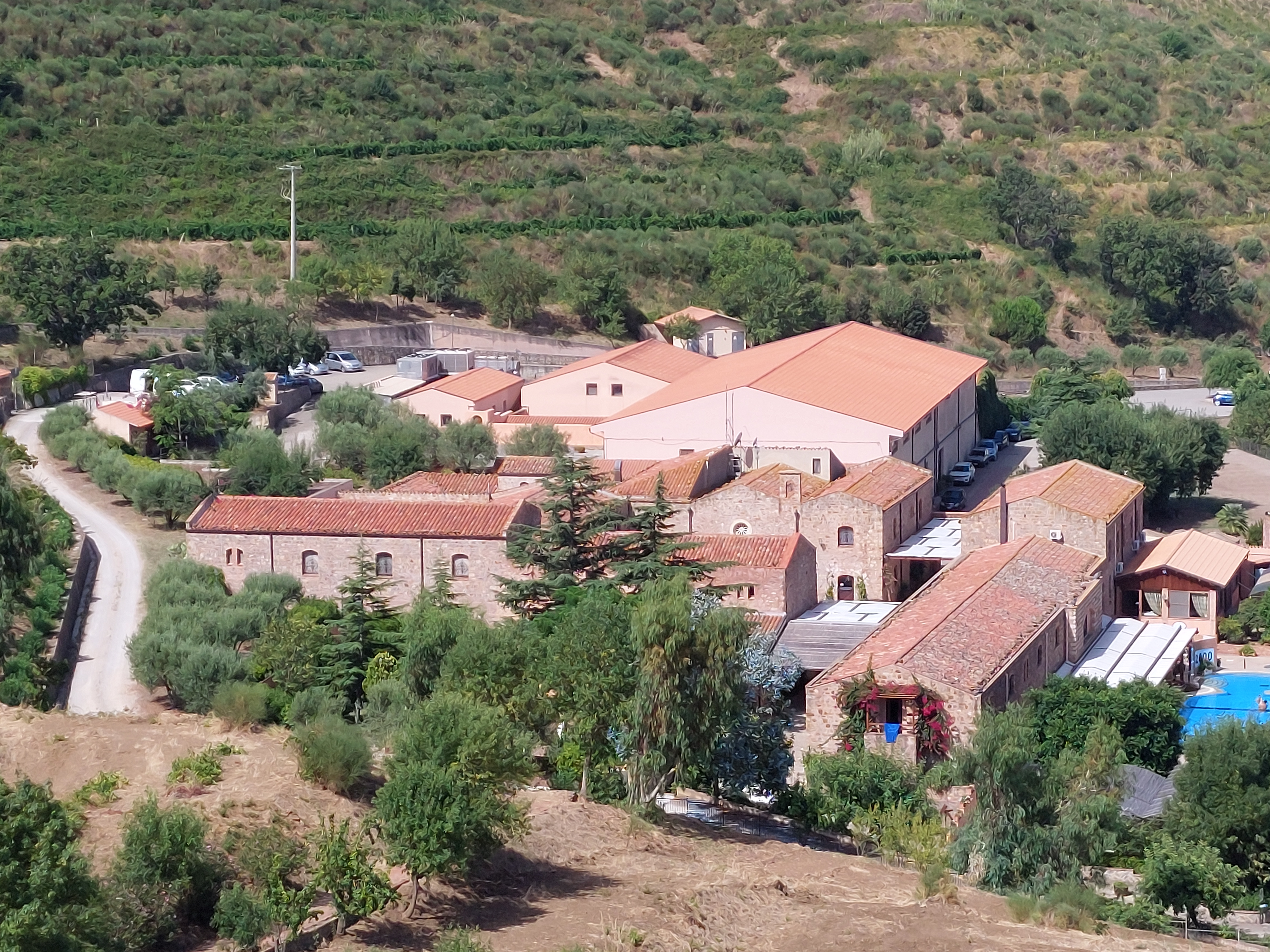
Vue du domaine de l'ancienne abbaye Santa Anastasia à Castelbuono.

Il quitte la vie politique au retour des Bourbons qui lui refusent l'émigration, et s'intéresse à l'agronomie et l'économie rurale.
Aussi se consacre-t-il à la gestion de ses propriétés, dont l'ancienne abbaye Santa Anastasia près de Castelbuono, abandonnée par les bénédictins en mars 1851, qu'il transforme en ferme modèle en alliant élevage et agriculture mécanisés, gestion directe et économique moderne.
Conservant ses positions libérales, il dénonce en 1857 le harcèlement et la violence par la police des Bourbons contre les patriotes. En effet, avec les barons Nicolò Agnello (1810-1869) et Enrico Piraino di Mandralisca (1809-1864), il témoigne des pressions et des tortures infligées par la police des Bourbons aux opposants et à leurs proches, auprès du docteur Giovanni Raffaele qui relaie ces accusations dans toute l'Europe à travers le Corriere Mercantile de Gênes et le Morning Post.
En 1859, Turrisi Colonna acquiert un vaste domaine à Passo di Rigano, un faubourg de Palerme. Il le baptise Bonvicino, nom du fief qui a permis à son père de s’enrichir et d'être anobli. Il s'y installe et y construit une autre ferme modèle, dont la vaste plantation d'agrumes et les prairies sont irriguées par une machine à vapeur. Il élève également des lapins et des abeilles.
Rédacteur régulier des Annales d'agriculture sicilienne éditées par l'Institut agricole sicilien de Castelnuovo, il publie en 1852 la revue Études d'administration rurale pour la Sicile consacrées à la législation agricole et commerciale. Il s'intéresse à la bonification des terres pour lutter contre la malaria (Del fognare e del drenaggio, 1856), à la zootechnie et au pastoralisme (Studi sulle capre di Sicilia, 1861 ; Sulle razze equine in Sicilia e sul miglioramento da apportarvisi, 1862) en s'appuyant sur les travaux d'autres agronomes tels que Cosimo Ridolfi, Raffaello Lambruschini et Pietro Cuppari.
Il devient membre correspondant de l'Accademia dei Georgofili de Florence en 1858. Il perfectionné la charrue Dombasle.

### Les premières années de l'Unité italienne
Demeuré membre des réseaux conspirant contre les Bourbons, il participe à l'organisation de la révolte de la Gancia le 7 avril 1860, puis, après le débarquement à Marsala des Mille de Garibaldi, de l'insurrection de Palerme le 27 mai. Il est nommé par Garibaldi, commandant général de la Garde nationale de Palerme.
Puis, une fois l'unité italienne actée, il est nommé au Conseil de la Lieutenance le 7 janvier 1861, chargé de la Sécurité publique, mais démissionne de sa charge dès le 31 janvier suivant, remplacé par Giacinto Carini. Afin de renforcer la sécurité publique et la protection des propriétés agricoles, il restructure la questure qu'il dote d'une compétence dans les campagnes, et met en œuvre une police montée et une police rurale.
Il est élu à la même époque à la Chambre des députés lors des premières élections italiennes de 1861 dans les collèges de Palerme et Cefalù, optant pour le premier, mais démissionne le 1er décembre 1862 à cause du coût que représente sa présence à Turin. Il siège à droite mais vote parfois contre le gouvernement jusqu'à devenir un membre de la gauche modérée. Il est notamment rapporteur de la loi sur le recensement des biens ecclésiastiques.
Il est également élu conseiller municipal à Palerme (28e sur 30) en 1861 et siège jusqu'en 1868. Il refuse en août 1862, sa nomination par le général Giacomo Medici au poste de colonel de l'état-major général de la Garde nationale.
Il entre au Sénat du royaume d'Italie en 1865 au titre des personnes assujetties à une imposition directe d'au moins 3000 lires. Il participe à l'enquête parlementaire sur la Sicile, donne son avis sur les travaux portuaires de l'île, la lutte contre le phylloxéra et la sécurité publique.
Il participe à la chute du gouvernement de Marco Minghetti en 1876 et permet à la gauche transformiste d'Agostino Depretis d'accéder au pouvoir.

### À l'émergence de la mafia
Durant l'été 1863, il échappe à une tentative de meurtre perpétrée par cinq hommes entre Olivuzza et Noce, alors qu'il revient de visiter ses terres. Un an plus tard, il publie La Sécurité publique en Sicile, première étude sur la mafia sicilienne dans l'Italie unifiée, déjà plutôt bien renseignée. Il écrit « En Sicile, il existe une secte de voleurs qui a des relations dans toute l'île, et dont les ennemis de l'Italie pourraient tirer profit. Une secte qui trouve chaque jour de nouveaux affiliés parmi la jeunesse la plus rapide de la classe rurale, qui donne et reçoit la protection de tous ceux qui sont obligés de vivre à la campagne, qui ne craint pas ou peu la force publique, et la justice punitive, se flattant du manque de preuves et de la pression exercée sur les témoins, et espérant enfin les révolutions qui en 1848 et 1860 en Sicile ont donné lieu à deux amnisties générales pour les prévenus et les condamnés pour des crimes de droit commun. »
Selon lui, les libéraux, depuis les soulèvements de 1848 puis de 1860, se sont appuyés sur les milieux criminels locaux pour mener la révolution et le maintien de l'ordre.
Pourtant, plusieurs de ses contemporains l'accusent à partir de 1860 d'être proche de membres de la secte qu'il dénonce. Ainsi, lorsque Turrisi est à la tête de la garde nationale, il place à la tête d'une des sections le futur puissant chef mafieux Antonino Giammona. Lorsqu'en 1875 ce dernier est accusé de diriger le quartier d'Uditore par le docteur Galati qui subit son racket, le baron le défend, en attestant de sa moralité.
En 1874, il proteste de l'intervention dans sa propriété de Santa Anastasia de la police à la recherche de délinquants, et s'indigne de l'acharnement politique à son encontre. Le questeur de Palerme confie ensuite à Leopoldo Franchetti craindre de devoir quitter son poste pour s'être attaqué aux hommes du baron. De plus, plusieurs gardiens de son domaine de Castelbuono sont listés comme mafieux par les services de la sous-préfecture de Cefalù. En 1876, les députés de gauche palermitains Giovanni Battista Morana et Luigi La Porta décrive leur camarade au président du Sénat Domenico Farini comme « chef de la mafia ». Contestant cette accusation, Salvatore Lupo juge que Turrisi est « le protecteur de certains des mafieux les plus importants, le représentant d'un groupe social et politique qui a établi un lien avec les "fauteurs de troubles" et qui a décidé de s'en servir aussi après la révolution. » Orazio Cancila explique lui les liens entre Turrisi et Giammona par leur présence commune dans les rangs de la Garde nationale et des membres de la pègre qui imposaient leur protection aux propriétaires agrumicoles.
Face aux partisans d'une plus grande autonomie régionale, il défend un gouvernement centralisateur tout en critiquant comme excessives les politiques sécuritaires de la droite historique. Ainsi lors du soulèvement Sette e mezzo de 1866, les mafieux patriotes le sollicitent avec d'autres anciens chefs de la résistance de 1860, mais comme les autres, il décline l'invitation à les rejoindre.

### Maire de Palerme

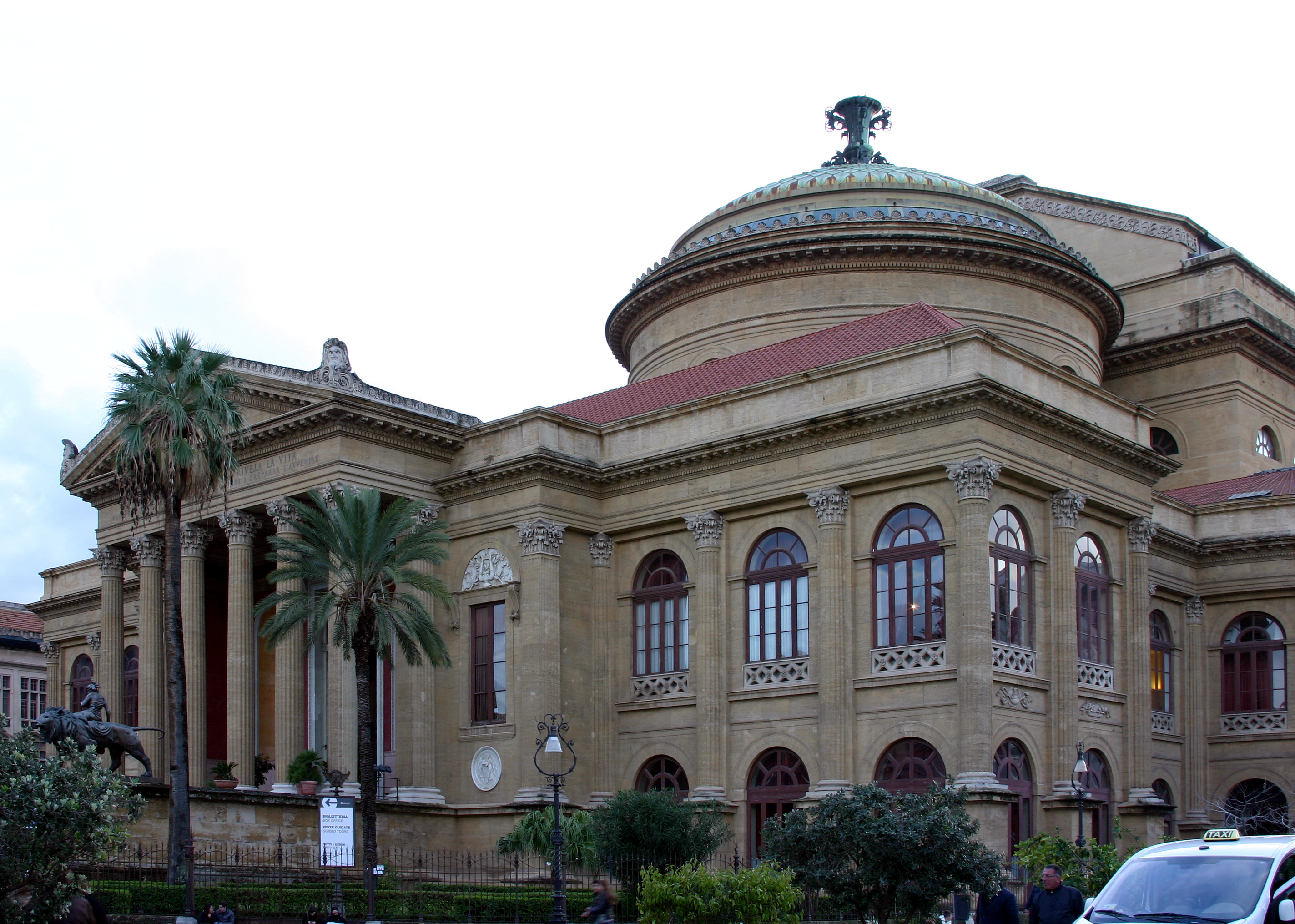
En 1875, Turrisi pose la première pierre du Teatro Massimo dont la construction a été décidé par ses prédécesseurs.

En dépit de ces soupçons, Turrisi poursuit sa carrière publique comme président de la Chambre de commerce de Palerme en 1867 puis troisième président du conseil provincial, du 3 décembre 1867 au 11 août 1878. Il pose la première pierre du Teatro Massimo en 1875.
Resté dans l'opposition aux majorités régionalistes et minoritaire dans les coalitions libérales précédentes, il devient, à la faveur de la victoire de la gauche, maire de Palerme à deux reprises : du 12 décembre 1880 au 26 janvier 1882 — à la tête de deux juntes soutenues par la Société démocratique progressiste qu'il fonde en octobre 1875 et préside à partir de février 1876 jusqu'à sa démission à cause des tensions dans sa majorité dues à l'augmentation des impôts, en dépit des soutiens du préfet et de la population qui manifeste pour son maintien — et du 3 novembre 1886 au 31 octobre 1887 — renonçant à son mandat après une hémorragie cérébrale — ,.
Appliquant le transformisme de Depretis, Turrisi associe à la coalition libérale les forces régionalistes et certains élus de droite, autour d'un programme administrative dégagé de dimensions politiques. Le prince Corrado Valguarnera di Niscemi, ancien révolutionnaire de 1860 et modèle de Tancrède dans le roman Le Guépard, siège dans sa première junte.
Entre ses deux mandats, il fonde l'hebdomadaire La Sicilia agricola dans lequel il publie entre 1883 et 1884 des études sur la crise agraire en Sicile, l'industrie céréalière et la lutte contre le phylloxéra. Il rédige également une recherche sur l’ensilage en 1884. Lors des élections politiques de 1886 à Palerme, il préside un comité en faveur de Giovanni Battista Morana, hostile à Francesco Crispi et aide le préfet à retirer aux partisans de ce dernier la direction de la Commune qu'il reprend pour moins d'un an.
Il consacre ses mandats municipaux à l'assainissement de la ville, par la construction de réseaux publics d'eau potable et d'égouts, par l'étude du drainage des marais de Mondello. Appliquant à l'administration municipale les critères de gestion de ses exploitations agricoles, il améliore également le système scolaire et l’administration municipale qu'il réorganise et pour laquelle il rend obligatoire le recrutement sur concours afin de limiter le favoritisme. Il est pourtant aussi le premier à passer outre cette règle pour récompenser ses soutiens électoraux. Il planifie également la rénovation de la ville et son expansion. Il crée une Maison des Vieillards et des Orphelins, qu'il confie, malgré sa réticence franc-maçonne pour les ordres religieux, au père Giacomo Cusmano.
Il publie Notes et souvenirs sur l'administration municipales de Palerme en 1886-87 et meurt d'une attaque cérébrale en 1889.
Il est l'un des fondateurs de la Société d'hygiène de Palerme et membre de la Société sicilienne d'économie politique et de la Société sicilienne pour l'histoire de la Patrie et d'autres sociétés savantes locales.
Son fils, Mauro Turristi, né de son mariage avec Ninfa Ballestreros, est nommé sénateur et devient le gendre du sénateur Giuseppe D'Alì, patriote, armateur, propriétaire de vignobles et de salines à Trapani.

## Honneurs
- Ordre de la Couronne d'Italie : Grand officier (1879) puis grand cordon (1881)[1].
- Quelques mois après son décès, la municipalité commande au sculpteur Civiletti sculpte un buste le représentant exposé au Palazzo delle Aquile[4].